# Yoshinogawa
Yoshinogawa (jap. 吉野川市 Yoshinogawa-shi) ist eine Stadt in der Präfektur Tokushima in Japan.

## Geschichte

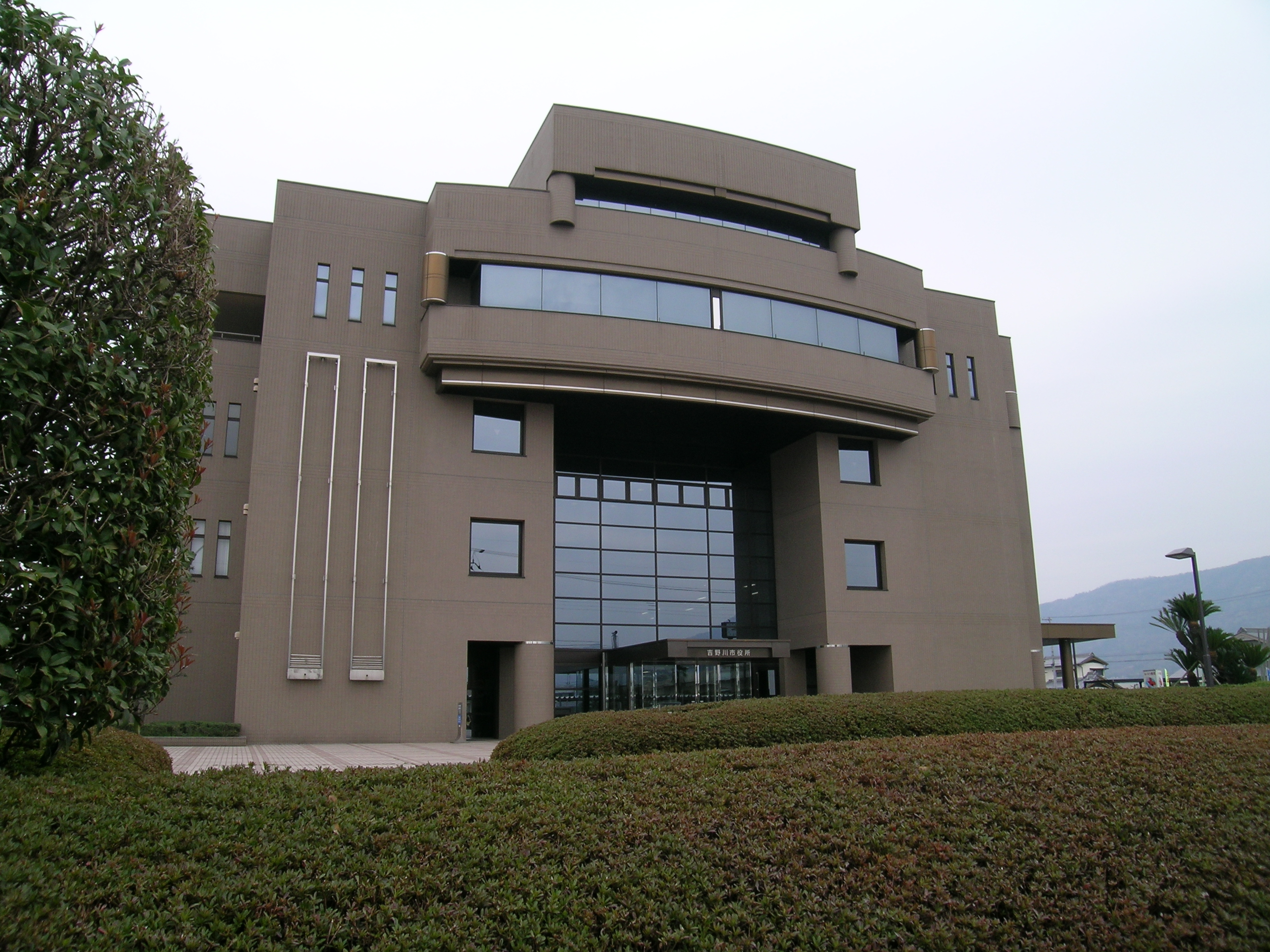
Rathaus von Yoshinogawa

Die Stadt Yoshinogawa wurde am 1. Oktober 2004 aus den ehemaligen Gemeinden Kamojima (鴨島町, -chō), Kawashima (川島町, -chō), Yamakawa (山川町, -chō) und dem Dorf Misato (美郷村, -mura) des Landkreises Oe gegründet.

## Sehenswürdigkeiten
Als Landschaftlich Schöne Orte wurden in der Gemeinde der Suijin- und Boroboro-Wasserfall ausgewiesen, die eine Fallhöhe von 17 bzw. 30 m haben.

## Verkehr
- Straße:
  - Nationalstraße 192, 193, 318

## Angrenzende Städte und Gemeinden
- Mima
- Awa